# 가로수를 누비며
《가로수를 누비며》는 대한민국의 한국방송공사에서 방송됐던 교통 전문 라디오 프로그램이다.

## 역사
1964년 5월에 라디오 서울(RSB)에서 첫 방송이 시작되어, 1965년 중앙라디오, 1966년 동양방송, 1980년 12월 KBS 라디오서울과 1991년 3월 KBS 제2라디오를 거쳐서 1990년대 이후에는 교통방송을 압도하였으며, 청취율이 인기가 갈수록 현저히 떨어지자, 2001년 봄 개편에 맞아 프로그램을 폐지하였다.

## 역대 DJ
- 송해 (1972년 ~ 1989년)[1] - 최장수 DJ
- 고려진
- 이병태
- 곽영일
- 홍서범
- 이경진
- 배한성
- 권기옥

## 같이 보기
- 푸른신호등 (문화방송)
- 교통